# Wilfred Austin Curtis
Wilfred Austin Curtis, kanadski letalski častnik, vojaški pilot in letalski as, * 21. avgust 1893, Havelock, Ontario, † 7. avgust 1977.
Flight Commander Curtis je v svoji vojaški službi dosegel 13 zračnih zmag.

## Življenjepis
Med prvo svetovno vojno je bil pripadnik RNAS, nato RAF.

## Odlikovanja
- Distinguished Service Cross (DSC) s ploščico